# Лунка Банулуј (Мехединци)
Лунка Банулуј (рум. Lunca Banului) насеље је у Румунији у жупанији Мехединци у граду Стрехаја. Место се налази на надморској висини од 130 m.

## Становништво
Према подацима из 2002. године у насељу је живело 495 становника, од којих су сви румунске националности.